# Sparvbergen

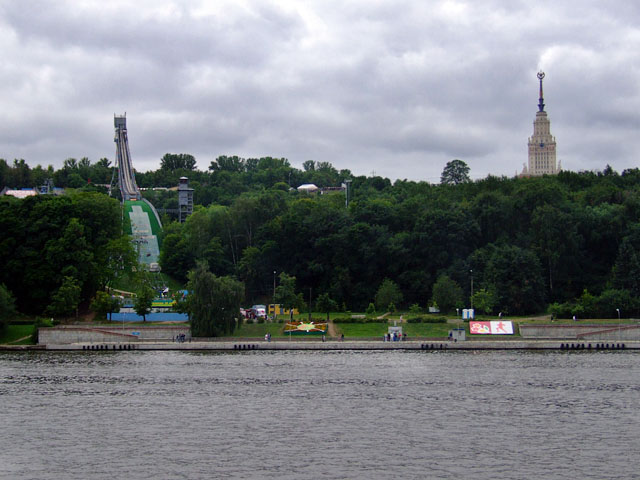
Sparvbergen

Sparvbergen (ryska: Воробьёвы го́ры), under perioden 1935–1999 Leninbergen (Ле́нинские го́ры), är ett höjdparti i Moskva i Ryssland. Höjden reser sig i ett stort parkområde vid Moskvaflodens högra sida, och är en av Moskvas högsta punkter. Sparvbergen har en höjd på 220 m ö.h., vilket motsvarar 60–70 meter över floden. Området tillhör förvaltningsområdet Okrug väst.
Sparvbergen anses vara en av de vackraste delarna av Moskva, med gångvägar längs floden och upp längs de skogklädda backarna. Från en utkiksplattform på Sparvbergen har man en god utsikt över staden, bland annat Luzjnikistadion tvärs över floden, och till vänster om stadion Novodevitjijklostret med sina barocktorn. Vintertid används backarna av vintersportare, här finns också en stollift.
Inte långt från utkiksplattformen finns den kända Luzjnetskijbron, en bro i två våningar där tunnelbanestationen Sparvbergen ligger på nedre planet. Andra kända landmärken på Sparvbergen är Moskvauniversitetets huvudbyggnad och Treenighetskyrkan.